# ハートで勝負
「ハートで勝負」（ハートでしょうぶ）は、1980年4月5日に発売された、石野真子の通算9枚目のシングル。

## 解説
- 石野のシングル（A面）で、作詞は「ジュリーがライバル」以来2作品ぶりに松本礼児、作曲は「ワンダー・ブギ」以来3作振りに馬飼野康二がそれぞれ担当した。

- 二人でポーカーをする歌詞の内容から、歌唱中によくトランプを使ったパフォーマンスを披露している。また、ステージ衣装もトランプを意識した白と黒のストライプのミニスカートを着用していた。

- 本楽曲は、オリコンチャート上において前作「春ラ!ラ!ラ!」の16位を上回る15位にランクインした[1]。

- TBS系音楽番組『ザ・ベストテン』の1980年5月8日放送分では、同番組で自身最高の9位にランクインし、手作りチーズケーキを持参して出演していた。また、前回の初出演時（同年2月7日放送分）に左上のみ小さくサインしたアルバムに、大きく似顔絵入りのサインを付け加えている。なお、石野の『ザ・ベストテン』への出演はこれが最後となった。

- 石野は本楽曲で、『NHK紅白歌合戦』に2年連続2回目の出場を果たした。その際、自身も出演していたNHKの音楽番組『レッツゴーヤング』の出演者である「サンデーズ[2]」もバックダンサーとして応援に駆けつけた。なお番組では石野の冒頭歌い出し部分に紅組司会・黒柳徹子がサンデーズを紹介したため、歌の部分に紹介が被ってしまうハプニングが起きた。

- 2008年3月26日に発売された歌手デビュー30周年記念CD-BOX『Mako Pack -Premium- 30th Anniversary Special Edition』に、シングルEPのA・B面曲が共に最新デジタル・リマスタリング音源で収録された。

## 収録曲
1. ハートで勝負 [3:34]
作詞：松本礼児／作曲・編曲：馬飼野康二
2. お嫁にもらって下さいませんか [2:47]
作詞：泉朱子・島エリナ／作曲：岩久茂／編曲：船山基紀

## 関連作品
- GOLDEN☆BEST 石野真子
- Mako Pack -Premium- 30th Anniversary Special Edition